# Michał Ratajczak
Michał Ratajczak vel Marian Rada (ur. 20 sierpnia 1897 w Szamotułach) – starszy sierżant pilot Wojska Polskiego, uczestnik wojny polsko-bolszewickiej, kawaler Orderu Virtuti Militari. 

## Życiorys
Urodził się 20 sierpnia 1897 roku w Szamotułach, w rodzinie Jana i Wiktorii z Augusiaków. Ukończył szkołę rzemieślniczą i pracował jako szofer. Po wybuchu I wojny światowej w 1916 roku został powołany do odbycia służby w armii niemieckiej. Podczas walk na froncie zachodnim 10 maja 1917 roku dostał się do francuskiej niewoli. 5 maja 1918 roku wstąpił do Armii Polskiej we Francji. W marcu 1919 roku ukończył szkołę lotniczą w Pau, następnie w Cazeaux. Do kraju przybył w składzie 581 Eskadry Salmsonów. W Wojsku Polskim został instruktorem w Oficerskiej Szkole Obserwatorów Lotniczych w Warszawie. Trudna sytuacja na froncie spowodowała zawieszenie działalności Szkoły. Jej kadra i słuchacze otrzymali przydział do 4 eskadry wywiadowczej (nazwanej „Toruńską”) i wzięli udział w działaniach wojennych na froncie polsko-bolszewickim.
Po zakończeniu działań wojennych został przeniesiony do 10 eskadry wywiadowczej na Ławicy, skąd w 1922 roku został skierowany na przeszkolenie do Szkoły Lotników w Bydgoszczy. Następnie został instruktorem w Wyższej Szkole Pilotów w Grudziądzu. W 1925 roku pracował jako pilot-oblatywacz w Zakładach Mechanicznych E. Plage i T. Laśkiewicz w Lublinie. 10 maja 1928 roku powrócił do prawdziwego nazwiska i został przydzielony został do 211 Eskadry Bombowej. Od roku 1929 latał jako pilot w 31 eskadrze liniowej 3. pułk lotniczego w Poznaniu.

## Ordery i odznaczenia
- Krzyż Srebrny Orderu Virtuti Militari nr 3954[1][5]
- Medal Niepodległości – 17 września 1932 „za pracę w dziele odzyskania niepodległości”[6][7][8]
- Brązowy Krzyż Zasługi[9]
- Medal Pamiątkowy za Wojnę 1918–1921[9]
- Medal Dziesięciolecia Odzyskanej Niepodległości[9]
- Miecze Hallerowskie[10]
- Polowa Odznaka Obserwatora nr 127 – 6 lutego 1935 „za loty bojowe nad nieprzyjacielem w czasie wojny 1918–1920”[11]
- Medal Zwycięstwa[10]
- francuski Medal Pamiątkowy Wielkiej Wojny[10]